# Талус
Талус или талом (на гръцки: θάλλος – младо, зелено клонче) е ботанически термин, с който се означава едноклетъчно, многоклетъчно или недиференцирано на клетки (многоядерно) тяло на водорасли, гъби, лишеи, а също на рогоспорангиеви и някои други мъхове.
Въпреки че по форма талусът може да напомня тялото на васкуларни растения и листнати мъхове, неговите съставни клетки са еднообразни и не образуват сложни мозайки, т.е. тъкани. В частност, при талуса няма нито специализирани покривни, нито специализирани проводящи елементи (подобни напр. на кръвоносни или лимфни съдове).
В алгологията, микологията и лихенологията (науката за лишеите) са приети различни класификации на формата на талусите. Най-сложно са устроени талусите на водораслите Characeae и на кафявите водорасли, при които се забелязва диференциация на клетките и тъканите. Някои лишеи също имат доста сложна структура на талуса.
Талусни (или таломни) растения е другото име на нисшите растения.